# アテネのタイモン

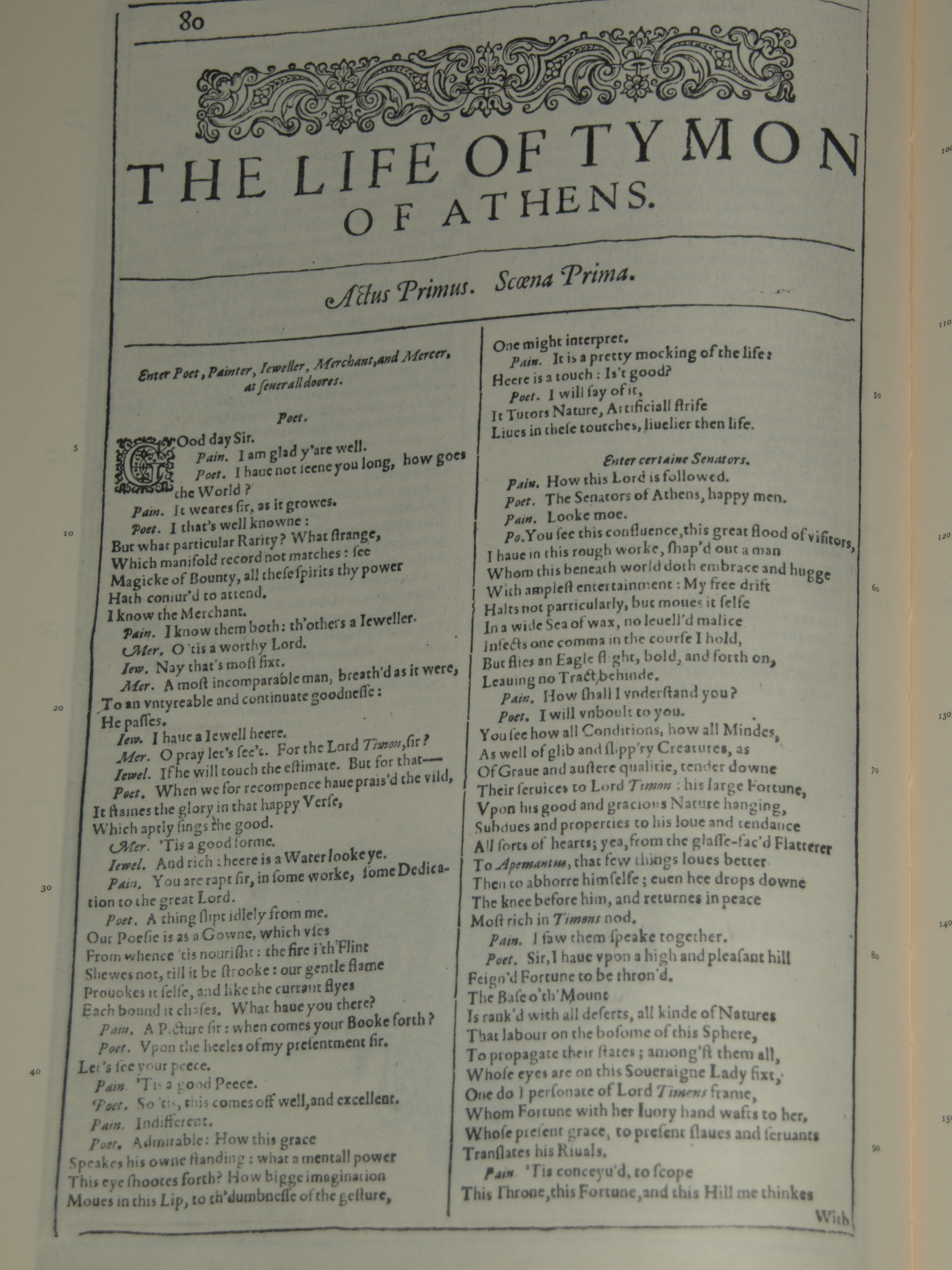
「ファースト・フォリオ」（1623年）の『アテネのタイモン』の表紙ページ

『アテネのタイモン』（Timon of Athens）とは、ウィリアム・シェイクスピア作の戯曲。正式題名は、「アテネのタイモンの生涯」（The life of Tymon of Athens）。主人公は、伝説のアテネの人間不信家タイモン（Timon）で、同名の哲学者タイモン（Timon）の影響も考えられている。
シェイクスピアの作品でも曖昧かつ難解な作品の一つと見なされている。『アテネのタイモン』については研究者たちの間で議論が絶えない。主人公の変貌の過程や死など、いくつかの脱落がある奇妙な構造で、そのために、未完成説、合作説、実験作説と言われることが多い。書かれた時期に関しても、最初期、最後期、後期ロマンス劇の直前と諸説ある。「ファースト・フォリオ」など一般には「悲劇」に分類されているが、（悲劇の条件である）主人公が死ぬにもかかわらず、「問題劇」（喜劇）とする研究者もいる。

## 材源
『アテネのタイモン』の材源となったものには、プルタルコスの『対比列伝・アルキビアデス伝』、ルキアノスの対話篇『人間嫌いタイモン』が挙げられる。

## 創作年代とテキスト
『アテネのタイモン』が印刷されたのは、1623年の「ファースト・フォリオ」が最初である。
19世紀以降、『アテネのタイモン』の変わった特徴は、シェイクスピアと別の劇作家による共作の結果だという指摘がなされてきた。共作者の候補者の中でも最も有力と言われるのはトマス・ミドルトンで、最初に指摘されたのは1920年のことである。1917年、J・M・ロバートソン（J. M. Robertson）は、ジョージ・チャップマン（George Chapman）をシェイクスピア作と言われる詩『恋人の嘆き』の作者かつ『アテネのタイモン』の考案者と主張した。一方、ベルトルト・ブレヒト、フランク・ハリス、Rolf Soellnerら多くの人々はそうした説を否定して、『アテネのタイモン』は実験作であるという主張をした。もし誰かが別の作者の戯曲を改訂したら、それが定着してジャコビアン時代の演劇のスタンダードになったろうが、『アテネのタイモン』はそうならなかった。Soellnerはこの劇が変わっているのは、若い法学者たちが観客となるであろう法曹院で上演されたからだと主張した。
しかし、ここ30年の間のテキストの言語学的分析の結果、この劇に含まれる多くの語・句・句読点の選び方が、シェイクスピアには稀だが、トマス・ミドルトンの戯曲では普通に使われているものであることがわかってきた。この言語的特徴は特定の場面に集中していて、『アテネのタイモン』がミドルトンとシェイクスピアの合作、それも後からどちらかが改訂したというよりも、共同で書いたことを示しているように見える。オックスフォード版の編者John Jowettは「ミドルトンの存在がこの劇をおろそかにしていい理由にはならない」と書いている。「『アテネのタイモン』は、そのテキストが異なる資質を持った2人の劇作家の対話を表したものであるゆえに、いっそう興味深いものである」（p.2）。
とはいえ、これらの理論のどれひとつとして、研究者の間でコンセンサスが取れているものはない。

## 上演史
シェイクスピアの存命中に上演された記録はないが、『アントニーとクレオパトラ』、『コリオレイナス』もそうで、研究者たちの多くはそれらと同じ頃に書かれたのだろうと信じている。痛々しいトーンは『コリオレイナス』や『リア王』に通じるものがある。1608年に出版されたジョン・デイ（John Day）の戯曲『Humour Out of Breath』の中に「取り巻きたちにすべてを与え、自分にはそれ以上のものを乞うた主人」という言及があるのは、おそらく『アテネのタイモン』のことだと思われ、もしそうであるならば、1608年以前に作られていたことになる。また、この劇で5番目に台詞の長い「詩人」役をシェイクスピア本人が演じたという説もある。
1678年にトマス・シャドウェル（Thomas Shadwell）はこの劇を改作して『アテネのタイモン、または人間嫌い（The History of Timon of Athens, the Man-Hater）』という題名で上演した。この上演が人気があったことは、後にヘンリー・パーセルが作曲したことからも窺える。シャドウェルは新たに2人の女性キャラクター、タイモンの不実な婚約者メリッサと、タイモンに捨てられる忠節の夫人エヴァンドレを追加した。1768年にはジェームズ・ダンスが別の改作版を作り、1771年にもリチャード・カンバーランド（Richard Cumberland）がドルリー・レーン劇場（Theatre Royal, Drury Lane）での上演のための改作版（タイモンは死ぬ時にシェイクスピア版には出てこない娘エヴァドネをアルシバイアディーズに与える）を作っている。他には、1786年のトマス・ハル版（コヴェント・ガーデンで上演）、1816年のジョージ・ラム版（ドルリー・レーン劇場で上演）がある。改作はそこまでで、1851年のサドラーズウェルズ劇場でのサミュエル・フェルプス（Samuel Phelps）主演の上演からシェイクスピアのテキストに戻された。

## 登場人物
- タイモン（TIMON） - アテネの貴族。

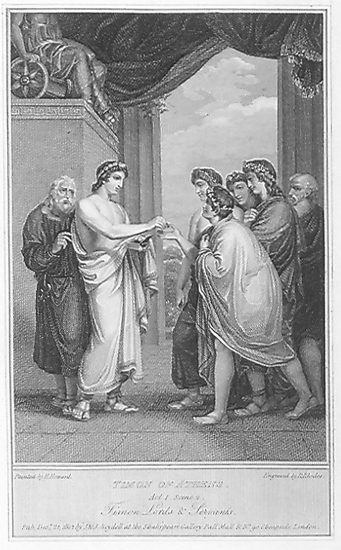
第1部第2場から、気前の良いタイモン（R. Rhodes作の版画、1802年）

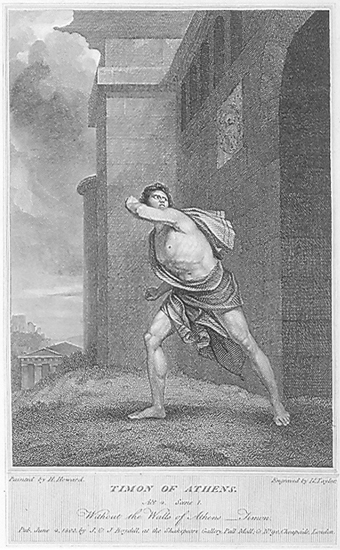
第4幕第1番から、社会を見捨てたタイモン（Isaac Taylor作の版画、1803年）

- ルーシアス（LUCIUS） - 取り巻きの貴族。
- ルーカラス（LUCULLUS） - 取り巻きの貴族。
- センプローニアス（SEMPRONIUS） - 取り巻きの貴族。
- ヴェンティディアス（VENTIDIUS） - タイモンの偽りの友人の1人。
- アペマンタス（APEMANTUS） - 不作法な哲学者。
- アルシバイアディーズ（ALCIBIADES） - アテネの武将。
- フレーヴィアス（FLAVIUS） - タイモンの執事。
- フラミニアス（FLAMINIUS） - タイモンの召使い。
- ルーシリアス（LUCILIUS） - タイモンの召使い。
- サーヴィリアス（SERVILIUS） - タイモンの召使い。
- ケーフィス（CAPHIS） - タイモンの債権者たちの召使い。
- フィロータス（PHILOTUS） - タイモンの債権者たちの召使い。
- タイタス（TITUS） - タイモンの債権者たちの召使い。
- ホーテンシアス（HORTENSIUS） - タイモンの債権者たちの召使い。
- ヴェンティディアス、ヴァローとイジドー（タイモンの債権者）の召使いたち
- 三人の外国人（THREE STRANGERS）
- アテネの老人（AN OLD ATHENIAN）
- 小姓（A PAGE）
- 道化（A FOOL）
- 詩人、画家、宝石商、商人
- フライニア（PHRYNIA） - アルシバイアディーズの情婦。
- ティマンドラ（TIMANDRA） - アルシバイアディーズの情婦。
- 貴族たち、元老院議員たち、役人たち、兵士たち、召使いたち、従者たち
- 仮面劇のキューピッドとアマゾンたち

## あらすじ
タイモンの催す盛大な宴に多くの人々が集まってくる。タイモンが太っ腹な性格で、誰にでも物をくれるのが客たちの目当てだった。皆が皆タイモンを褒めちぎるが、哲学者のアペマンタスだけがタイモンをくそみそにけなす。ヴェンティディアスが負債で有罪になると聞くと、タイモンは代わりにその金を用立てる。しかし、タイモン本人は知ろうともしていなかったが、これまでの蕩尽が祟ってタイモン自身が多額の債権をかぶっていた。
ようやく事実を知ったタイモンはこれまで善意の限りを尽くしてくれた友人たちに借金を申し込む。しかし、ヴェンティディアスを含む全員が、聞かなかったふりをしたり、金がないと、タイモンを見放す。
タイモンは絶望のあまり、人間不信に陥り、宴に集まってきた友人たちに湯と石を浴びせかけて罵声を浴びせ、そしてアテネを去る。城壁の外の洞窟に一人住み、友人たちを、アテネを、倫理的価値観を覆す金を、さらに全人類を呪う。
アテナイを追放され復讐を企てていたアルシバイアディーズの同情や、執事サーヴィリアスの変わらぬ忠義も、タイモンを元に戻すことはできなかった。
アルシバイアディーズが軍勢を率いてアテネに入場したところに、タイモンの孤独な死の報せが届く。タイモンは全人類を憎む墓碑銘を残していた。

## 大衆文化の中の『アテネのタイモン』
- ウラジーミル・ナボコフの『青白い炎』の題名は、第4幕第3場の一節「The sun's a thief, and with his great attraction, Robs the vast sea: the moon's an arrant thief, And her pale fire she snatches from the sun...（先づ太陽が盗賊だ。えらい引力で以て大海を引ッ剥ぐ。月も甚だしい盗賊だ。あの青白い火は太陽のを引ッたくったのだ[10]）」からの引用である。他にも、『青白い炎』の話の中には『アテネのタイモン』に関する箇所があちこちにあり、たとえば、架空の言語ゼンブランからの誤訳による愉快な引用は、多言語を使えるナボコフお得意のいたずらである。タイモンが言っている「盗み」もまた『青白い炎』の大きなテーマである。
- シャドウェルの改作版の付随音楽は、1678年の初演時はルイス・グラビュ（Louis Grabu）が作曲したが、1695年の再演時にはヘンリー・パーセルが新たに曲をつけた。そのほとんどは第2幕の終わりの仮面劇のところで使われる。BBCのテレビ版の付随音楽を作曲したスティーヴン・オリヴァー（Stephen Oliver）は2幕かなら成るオペラ『Timon of Athens』を作り、1991年5月17日にコリシーアム劇場（Coliseum Theatre）で初演された。

### 日本語版テキスト
- 「アセンスのタイモン」 坪内逍遥訳　「沙翁全集」中央公論社 1934、新版・名著普及会 1989
- 「アセンズのタイモン」 八木毅訳 『世界古典文学全集 第46巻　シェイクスピアⅥ』筑摩書房 1966
- 「アテネのタイモン」 小田島雄志訳 「シェイクスピア全集」白水社 1980／白水Uブックス 1983
- 「アテネのタイモン」 松岡和子訳 「シェイクスピア全集29」ちくま文庫 2017
- 「新訳 アテネのタイモン」 河合祥一郎訳 角川文庫 2019